# Hyundai Terracan
La Hyundai Terracan è un fuoristrada prodotto dalla Hyundai Motor Company dal 2001 al 2007. È basata sul Mitsubishi Pajero seconda serie e sostituisce la Hyundai Galloper, basata invece sul Mitsubishi Pajero prima serie.

## Il contesto
Il nome "Terracan" è composto da due parole, Terra- e Khan(can) che significa Re: così Terracan significa "Re della Terra".
L'unico propulsore disponibile sul mercato italiano è un diesel common rail da 2.902 cm³ di cilindrata erogante 150 CV nella prima versione e 163 CV nella seconda. Il cambio può essere manuale a 5 marce o automatico a 4 marce. La trazione è posteriore con la possibilità di inserire anche il moto alle ruote anteriori fino a 80 km/h. Le sospensioni sono a ruote indipendenti sull'asse anteriore e ad assale rigido al posteriore. I freni sono a disco su tutte le ruote e dotati di ABS e EBD.
Il più recente aggiornamento della Terracan risale al 2005.
La produzione terminò nell'inizio del 2007, ma fu venduta gradualmente in altri mercati esteri fino alla primavera del 2009, e sostituita dalla Hyundai Veracruz.